# براييليف (محافظة فينيتسا)
براييليف (Браїлів) هي بلدة من النمط المدني في محافظة فينيتسا في أوكرانيا.